# Museu da Acrópole de Atenas

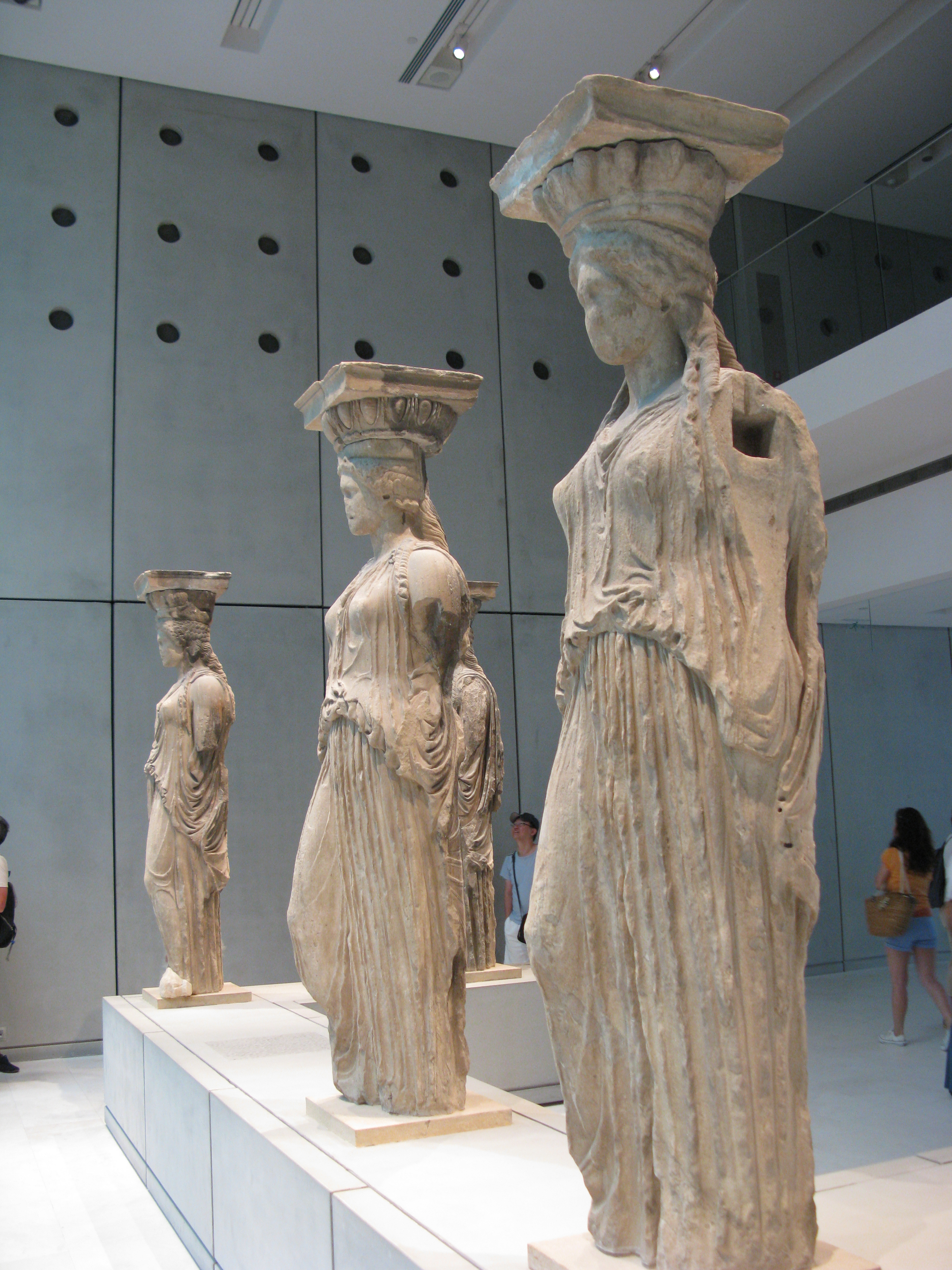
As cariátides originais do Erecteion

O Museu da Acrópole é um museu arqueológico localizado na cidade de Atenas, na Grécia. 

## História
O Museu da Acrópole foi fundado por um decreto de 1863, emitido por Kyriakos Pittakis. A construção, um projeto de Panagis Kalkou, iniciou um ano mais tarde, sob o Eforado de Panayiotis Eustratiades no local sugerido por Pittakis e T. Hansen, sobre a Acrópole de Atenas, onde antes existiu um santuário dedicado a Pandion. Nas escavações preparatórias já foram encontradas esculturas que hoje são expostas nas salas do museu.
O antigo prédio foi concluído em 1874, sendo o primeiro museu grego a ser instalado em um edifício construído especialmente para uso como museu. Tinha 800 m², distribuídos em oito salas de exposição, e foi concebido para permanecer pouco perceptível em meio ao conjunto arquitetônico da Acrópole, estando incrustado na rocha e adentrando o subsolo. Os trabalhos de instalação do acervo se prolongaram até 1888, mas com os constantes novos achados arqueológicos no local, novas alas forma acrescentadas já em 1888, e novamente após a I Guerra Mundial.
Entre 1946 e 1947 foram executadas novas obras, o pequeno edifício inicial foi demolido e as alas mais modernas foram expandidas para o sul, com a criação das salas da Gigantomaquia e da Alcova e novos depósitos. Todo o sistema de exposição foi reorganizado, sendo reinaugurado em dezembro de 1964. Em 1998 o museu foi outra vez remodelado, adicionando-se duas novas unidades temáticas e reorganizando-se os itens expostos.
Em junho de 2007 o museu foi fechado e sua coleção começou a ser transferida para novas instalações localizadas a cerca de 300 metros da Acrópole. A nova sede, inaugurada em 21 de junho de 2009, possui cerca de 25 mil m² e foi projetada para resistir a terremotos. 14 mil m² são destinados para as exposições, significando um aumento de dez vezes na área útil em relação ao prédio antigo na colina. O custo da obra foi orçado em 130 milhões de euros e foi necessária a demolição de diversas residências do local. As escavações para os alicerces revelaram vestígios de construções pavimentadas de mosaicos, que serão mantidos in situ para visitação.

## Coleção

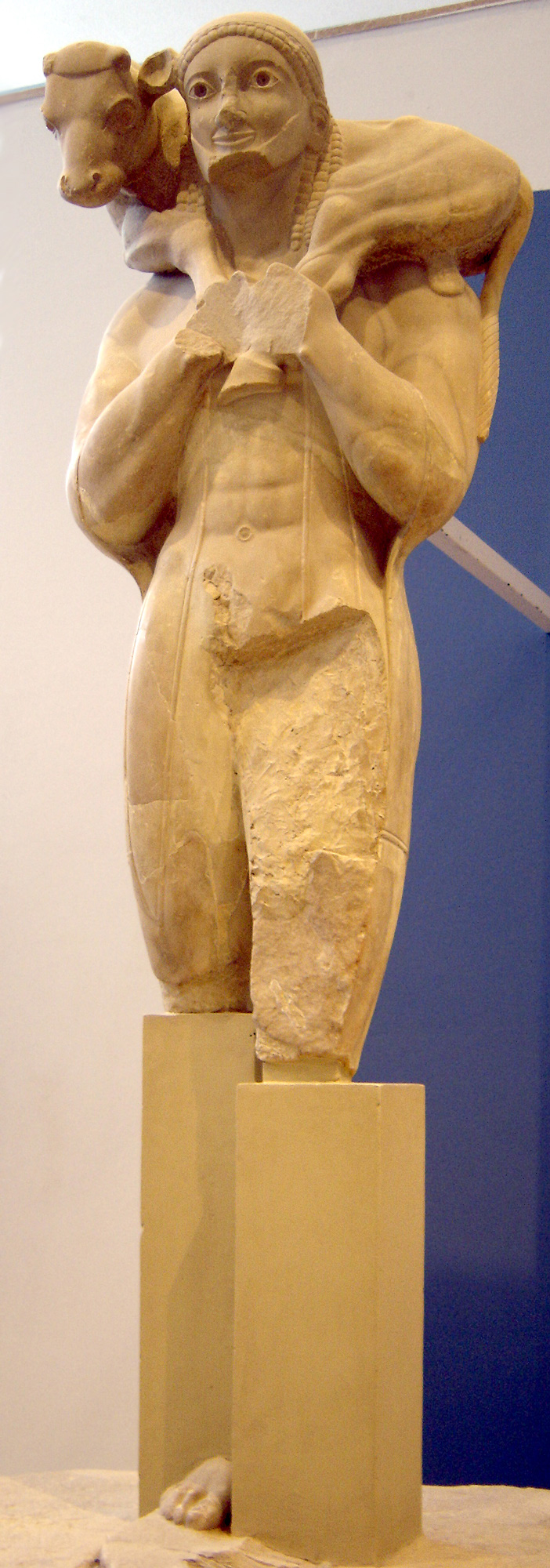
O Moscophoros

A coleção do Museu da Acrópole, como seu nome sugere, consiste basicamente dos achados arqueológicos da própria Acrópole. O acervo começou a ser reunido com as escavações levadas a cabo no século XIX, que recolheram algumas esculturas clássicas e objetos votivos dedicados ao culto de Atena. Desde então, com o prosseguimento das pesquisas, novos itens têm sido continuamente incorporados ao acervo. 
A partir de 1975 o programa de conservação dos monumentos da Acrópole (o Partenon, o templo de Atena Niké e o Erecteion) decidiu que as esculturas originais que ainda existiam nas ruínas começassem a ser transferidas para o museu, sendo substituídas por réplicas. 
Atualmente as coleções são distribuídas da seguinte forma:
- Galeria das encostas da Acrópole, montada em um espaço que sugere a subida da colina, abriga obras de arte, objetos de culto e vestígios de antigas habitações e santuários que em tempos passados foram construídas nas bases e encostas da Acrópole, com objetos de uso cotidiano da Antiguidade aos dias de hoje.[2]

- A Galeria Arcaica privilegia os achados do período arcaico, do século VII a.C. até as Guerras Médicas em 480-479 a.C. um período que foi caracterizado pela formação do modelo da pólis e a transição do governo aristocrático para o democrático. As peças pela primeira vez são exibidas de forma que possam ser observadas de todos os lados, ao contrário do uso anterior, que as colocava contra as paredes.[3]

- Galeria do Partenon, que, como o nome indica, exibe as peças relacionadas ao templo do Partenon, incluindo originais e cópias de fragmentos que acabaram em coleções estrangeiras.[4]

- Propylaia, Athena Nike, Erechtheion, espaço que exibe peças relativas ao templo do Erecteion, incluindo suas célebres cariátides, peças do templo de Atena Niké, e outras oriundas da escadaria monumental que dá acesso à Acrópole, o chamado Propileu.[5]

- Do século V a.C. ao século V d.C., expondo as coleções relacionadas ao santuário de Ártemis Braurônia, bem como relevos com inscrições, estátuas de filósofos e figuras históricas, e outras obras clássicas, helenísticas e romanas.[6]

## Galeria

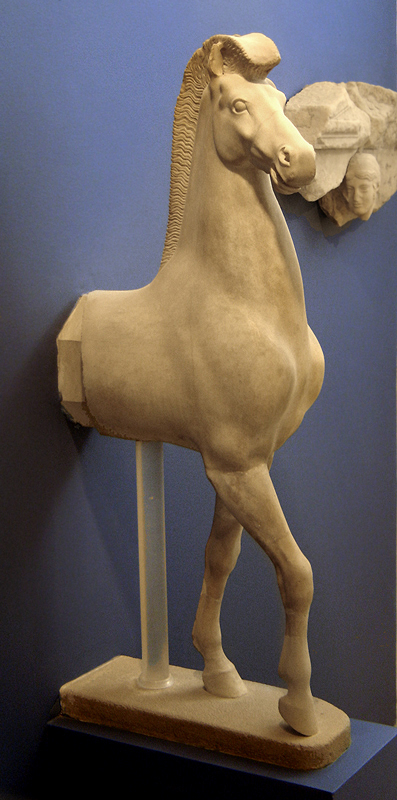
Cavalo
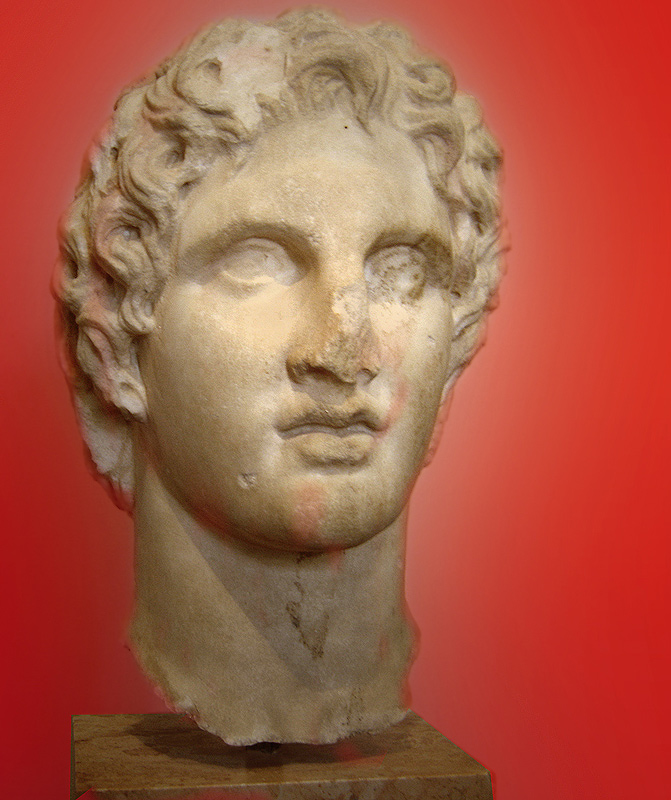
Cabeça de Alexandre Magno
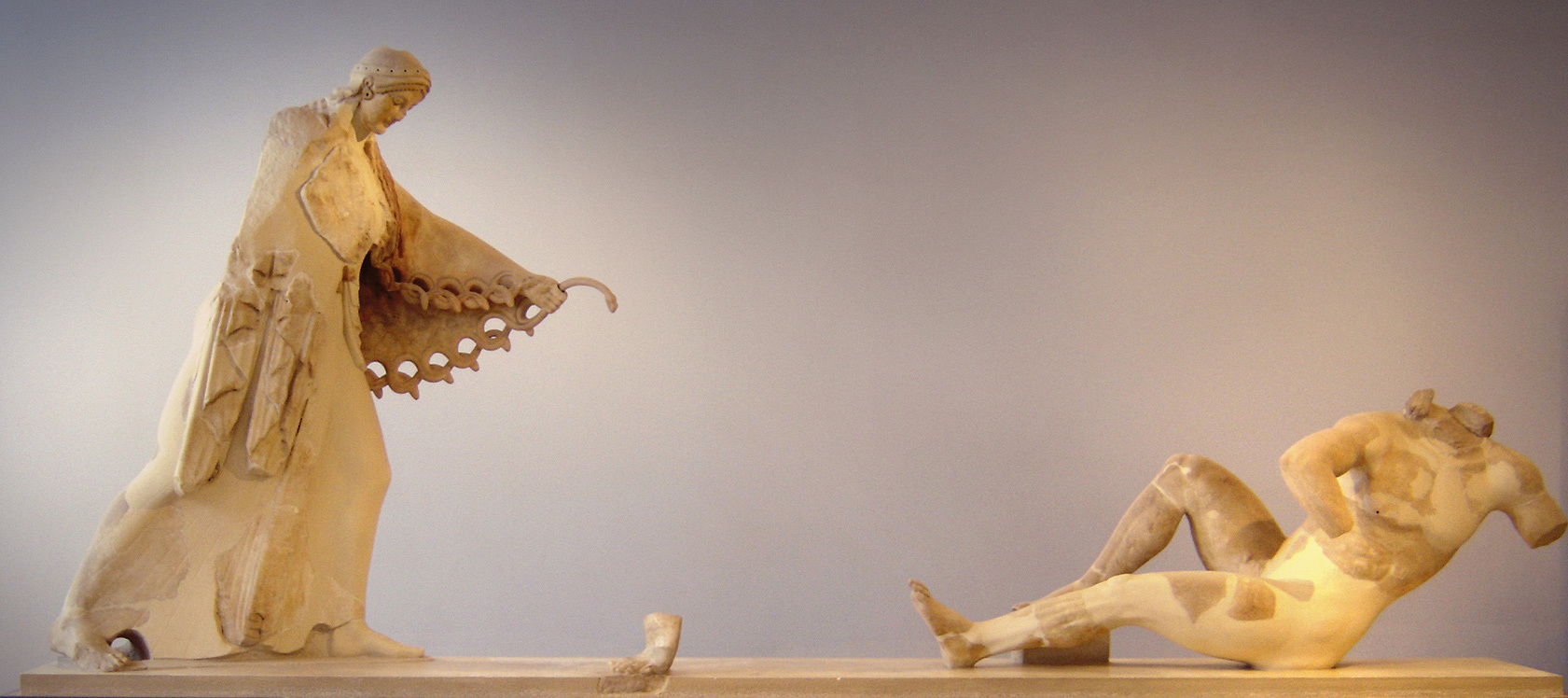
Estátua monumental de Atena em combate
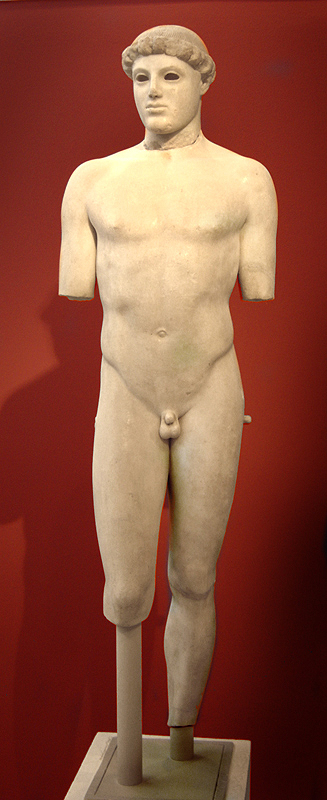
O Efebo de Kritios

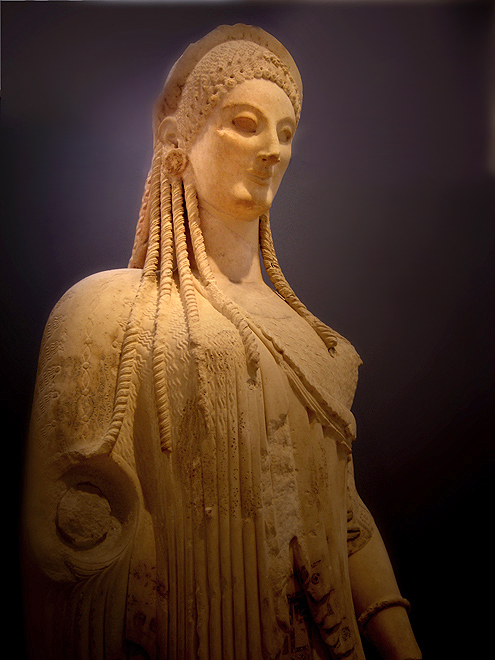
Uma kore
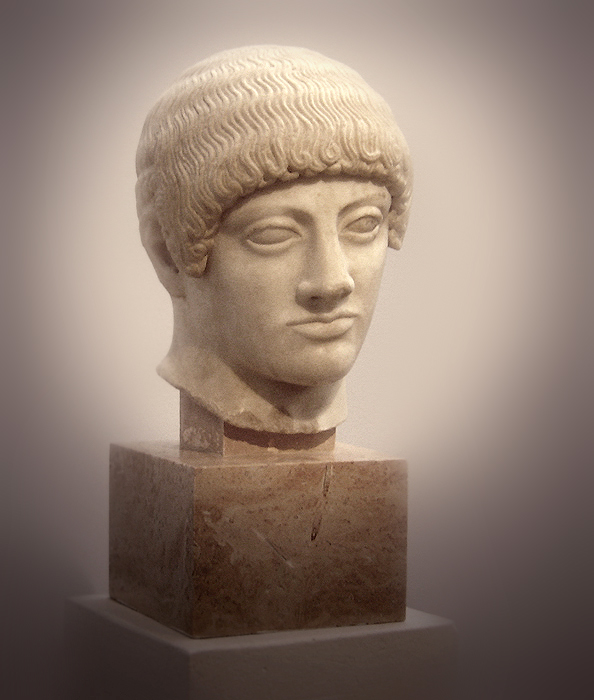
O chamado Efebo louro
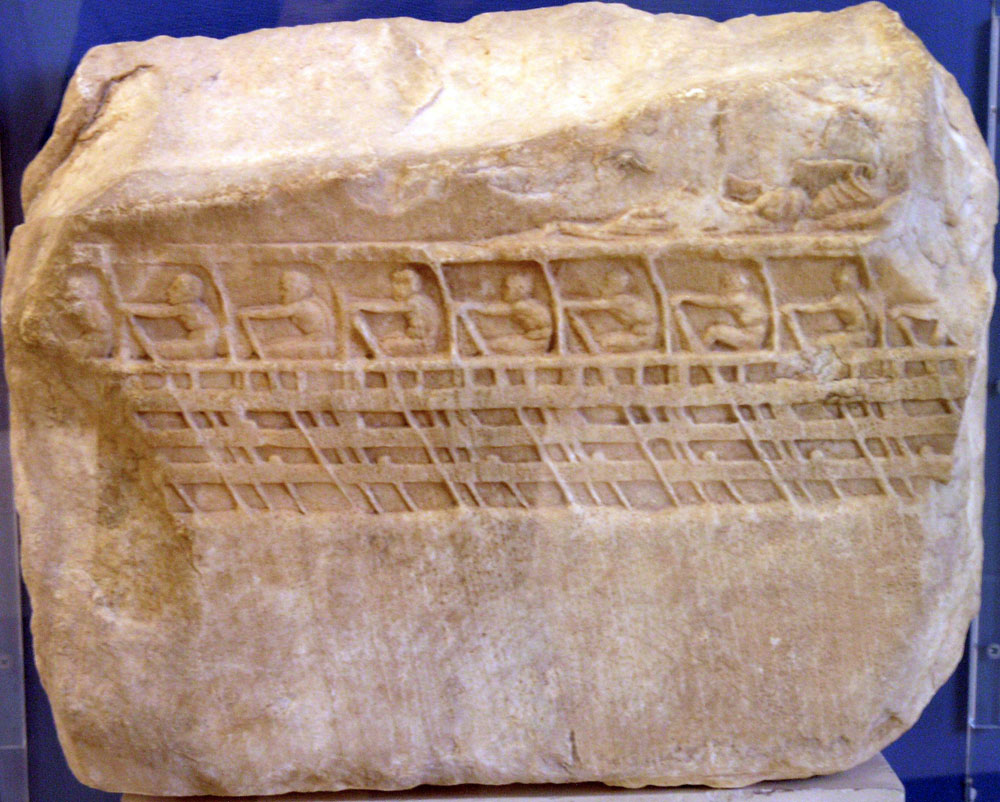
O Relevo Lenormant
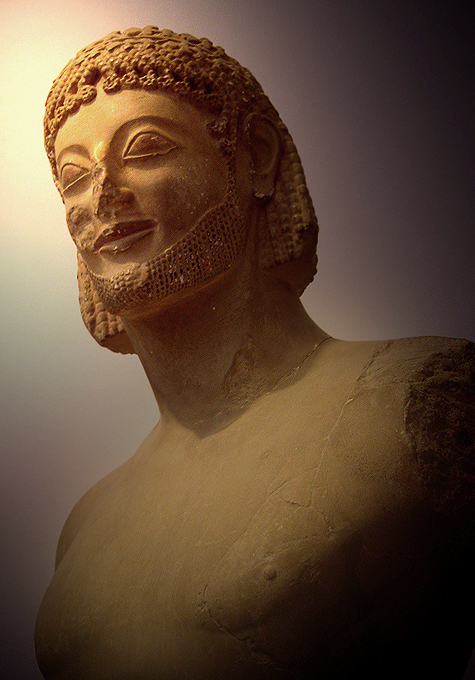
O Cavaleiro Rampin